# Verbotene Spiele
Verbotene Spiele (Originaltitel: Jeux interdits) ist ein französischer Spielfilm von René Clément aus dem Jahr 1952. Der Film basiert auf dem gleichnamigen Roman von François Boyer und erzählt die Geschichte zweier Kinder im Zweiten Weltkrieg, die spielerisch den Schrecken des Krieges und den Tod ihrer Angehörigen verarbeiten. Der Film erhielt zahlreiche Auszeichnungen, darunter den Goldenen Löwen und den Oscar als bester fremdsprachiger Film. 

## Handlung
Die französische Provinz im Jahr 1940, während des Zweiten Weltkriegs: Auf der Flucht vor den im Westfeldzug einmarschierenden Deutschen muss die fünfjährige Paulette aus Paris erleben, wie ihre Eltern und ihr kleiner Hund Jock bei einem Tieffliegerangriff ums Leben kommen. Mit dem toten Hund auf dem Arm irrt Paulette allein durch die ländliche, ihr unbekannte Gegend, bis sie auf den etwa elfjährigen Bauernsohn Michel Dollé trifft. Michel bringt sie auf den Hof seiner Eltern, wo sie gastlich aufgenommen wird. Sie findet dort ein neues Zuhause, freundet sich mit Michel an und lernt durch ihn die religiös geprägte bäuerliche Kultur kennen, die ihr als Stadtkind zunächst fremd ist.
Als Michels älterer Bruder Georges an den Folgen eines Pferdetrittes (der wiederum durch den Lärm der deutschen Luftangriffe ausgelöst wurde) stirbt, entwickeln die beiden Kinder ihre eigene Methode, das Erleben des Todes zu verarbeiten: Paulette möchte Jock feierlich begraben und findet einen guten Platz in einer verlassenen Mühle. Dort legt Michel nach und nach einen umfangreichen Friedhof an, auf dem er tote Tiere beerdigt, damit Jock nicht einsam ist. Da Paulette dafür schöne Kreuze verlangt, stiehlt er zunächst die Kreuze des für Georges hergerichteten Leichenwagens, später versucht er in der Kirche das Kreuz vom Hochaltar zu stehlen, schließlich holen Paulette und er in einem geheimen Nachtabenteuer 14 Kreuze vom Friedhof.
Als der Kreuzdiebstahl auffällt, lenkt Michel den Verdacht zunächst auf die Nachbarn: Die Familien Dollé und Gouard sind seit Jahren verfeindet, weswegen Gouards von der Armee desertierter Sohn Francis und Dollés Tochter Berthe ihre Romanze vor ihren Familien geheim halten müssen. Michel hatte seine ersten Kreuzdiebstähle dem Pfarrer gebeichtet, und als es auf dem Friedhof zum handfesten Streit zwischen den beiden Familienvätern Dollé und Gouard kommt, kann der Pfarrer daher das Abhandenkommen der Kreuze aufklären. Michel weigert sich jedoch, zu verraten, wozu er die Kreuze verwendet hat und wo sie sind.
Als Paulette von der Gendarmerie gegen ihren Willen in ein Waisenhaus gebracht werden soll, erklärt sich Michel dazu bereit, seinem Vater zu verraten, wo die Kreuze sind, wenn dieser im Gegenzug verspricht, dass Paulette bei ihnen bleiben darf. Der Vater hält sich jedoch nicht an sein Wort, und Paulette wird zu einer Einrichtung des Roten Kreuzes gebracht. Michel rennt daraufhin zornig zur Mühle, zerstört die Kreuze und wirft sie in den Bach, damit sein Vater sie nicht bekommt.
Am Ende sieht man die in einer überfüllten Einrichtung des Roten Kreuzes umherlaufende Paulette, die verzweifelt nach Michel und ihrer Mutter ruft.

## Hintergrund

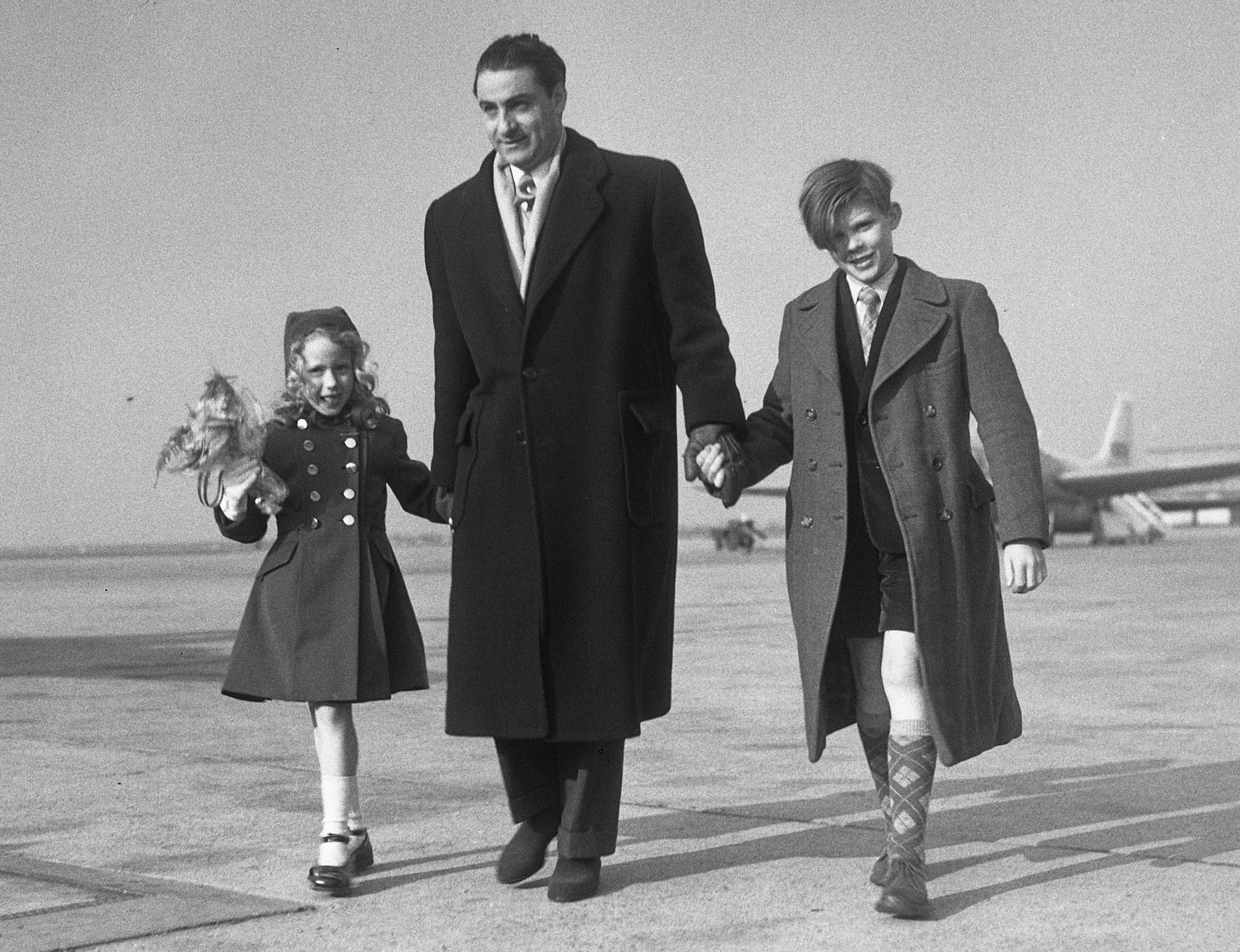
Regisseur Clément 1953 mit seinen beiden Hauptdarstellern an einem niederländischen Flughafen

Der Film entstand nach dem Roman Jeux interdits von François Boyer. Dieser hatte zunächst ein Drehbuch geschrieben, fand jedoch keinen Produzenten für die Realisierung des Films, da die Thematisierung von Kinderleid im Krieg damals als zu düster und riskant empfunden wurde. René Clément zeigte sich interessiert, musste aber ebenfalls aus finanziellen Gründen absagen. Notizen aus dem Archiv des Regisseurs belegen, dass er sich bereits im Frühjahr 1947 mit einer Verfilmung von Boyers Geschichte beschäftigte. Boyer verfasste die Geschichte unterdessen als Roman, der schließlich 1947 veröffentlicht und in Frankreich kaum gelesen, doch in den Vereinigten Staaten überraschend zu einem Verkaufsschlager wurde. Der Bucherfolg ermöglichte es, dass Clément die Regie übernahm und Geldgeber für das Projekt gefunden wurden.
René Clément wollte zunächst einen Spielfilm inszenieren, der aus drei Kurzfilmen bestehen sollte – der mittlere der Kurzfilme sollte auf Boyers Geschichte über die zwei Kriegskinder fußen. Freunde des Regisseurs, darunter Jacques Tati, wiesen ihn jedoch früh darauf hin, dass die Handlung gutes Material für einen abendfüllenden Spielfilm böte. Clément drehte den Film dennoch zunächst als Kurzfilm während der Sommerferien, da Brigitte Fosseys Eltern darauf bestanden, dass ihre Tochter keinen Schulunterricht verpasse. Schließlich wurde das Projekt in einen Spielfilm verwandelt, als der Produzent Robert Dorfmann in die Schulden geriet und sich nur durch Glücksspielerei in Monte Carlo über Wasser halten konnte. Da ein Spielfilm in dieser finanziellen Notsituation anstelle dreier Kurzfilme günstiger und kommerziell vielversprechender war, entschied Dorfmann mit Clément, dass zusätzliche Szenen gedreht werden und Verbotene Spiele als Langfilm ins Kino kommen sollte. Da die Aufnahmen für ein halbes Jahr unterbrochen wurden und erst in den nächsten Osterferien wieder aufgenommen wurden, passte Fossey bei Wiederaufnahme der Dreharbeiten nicht mehr in ihr Filmkleid, das daraufhin neu geschneidert werden musste. Verbotene Spiele war Fosseys Filmdebüt, ihre echten Eltern verkörpern in den Anfangsszenen ihre Filmeltern, die durch den Fliegerangriff sterben.
Die Filmmusik stammte von Narciso Yepes. Für das Hauptthema arrangierte er die bekannte Gitarrenmelodie Romance Anónimo, als deren Komponist er sich sah und deren Noten er auch unter seinem Namen publizierte, obwohl sich später herausstellte, dass erste Niederschriften der Melodie schon vom Ende des 19. Jahrhunderts herrührten. Siegfried Behrend veröffentlichte das oft als Spanische Romanze bezeichnete Gitarrensolo 1965 unter dem Titel Burgalesa („nach einer altspanischen Melodie aus Burgos“).
Verbotene Spiele schien zunächst zu einem Flop zu geraten: Nachdem Cléments vorherige Filme wie etwa Schienenschlacht Kritikerfolge waren, erwartete man, dass der Film bei den Filmfestspielen von Cannes 1952 im Wettbewerb liefe. Doch wurde er nicht zum Wettbewerb zugelassen und nur am Rande des Festivals gezeigt, wo ihn Kritiker dennoch entdeckten und kritisierten, dass er nicht in den Wettbewerb aufgenommen worden war. Danach setzte der Erfolgszug des Filmes ein. Um ihn für die Zuschauer verträglicher zu gestalten, drehte Clément eine kurze Rahmenhandlung, mit der er allerdings selbst nicht zufrieden war. In dieser sitzen Poujouly und Fossey als wohlhabende Kinder auf einem Baumstamm im See, und er liest ihr die Kriegsgeschichte vor, die den Hauptteil des Filmes bildet. In der Schlussszene der Rahmenhandlung tröstet Poujoulys Figur dann das kleine Mädchen. Mit der Rahmenhandlung wurde der Film auch 1953 in deutschen Kinos gezeigt, in den heutigen DVD- und Blu-Ray-Veröffentlichungen ist sie nicht mehr in den Film integriert, sondern nur noch unter den Extras vorhanden.

## Synchronisation
Die deutsche Synchronfassung des Filmes aus dem Jahr 1953 unterschlägt einige Szenen, am wichtigsten wohl die Anfangsmomente des Filmes, in denen die Eltern des Mädchens durch den deutschen Fliegerangriff sterben. Georg Rothkegel war für Dialogregie und Dialogbuch der bei der Internationalen Film-Union Remagen entstandenen Synchronfassung verantwortlich. Reha Hinzelmann sprach für Brigitte Fossey als Paulette, Klaus W. Krause für Vater Dollé (Lucien Hubert), Heinz Schimmelpfennig für Georges Dollé (Jacques Marin) und Wolfgang Eichberger für Vater Gouard (André Wasley).

## Kritiken
Bei seinen Vorstellungen in Cannes und Venedig war der Film ein großer Erfolg bei Kritikern. So schrieb Bosley Crowther für die New York Times vom 9. Dezember 1952, dass die jubelnden Kritikerstimmen für den Film auch in den USA wahrgenommen worden seien. Crowther verglich Verbotene Spiele mit Jean Renoirs Die große Illusion, beide Filme würden denkwürdige Porträts der Weltkriege schildern. Aus „einfachen und bescheidenen Elementen“ habe Regisseur Clément eine kraftvolle Geschichte entwickelt, in der sich elegant die „zärtlichsten und erschütterndsten Szenen der Zuneigung“ zwischen den Kindern mit Momenten „bodenständiger und makaberer Komik“ vermischen würden. Crowther hob die Leistungen aller Darsteller der größeren Rollen als gelungen hervor. Allerdings war die zeitgenössische Meinung nicht ganz ungeteilt, so zeigte sich etwa Die Zeit vom 28. Mai 1953 verstimmt, da „er unmündige Kinderfilmstars in perverse Rollen zwängt“. Einige Kritiker störten sich auch an der angeblich negativen Darstellung der bäuerlichen Bevölkerung.
In der französischen Filmkritik der Nouvelle Vague war Verbotene Spiele weniger angesehen, da Clément vielen von ihnen pauschal als Kinoestablishment galt. Jochen Kürten schrieb dazu 2012 für die Deutsche Welle:

„Diese harschen Urteile stießen auch manches Filmwerk zu Boden, das das nicht verdient hatte. In Deutschland wäre man damals wohl froh über Filme wie ‚Verbotene Spiele‘ gewesen. Allein die ersten zehn Minuten, die zeigen, wie die fünfjährige Paulette bei einem deutschen Fliegerangriff ihre Eltern verliert, sind großes Kino: melodramatisch und sentimental, aber auch wahrhaftig und ergreifend.“

 Bei vielen gegenwärtigen Kritikern besitzt der Film einen guten Stand, bei dem US-amerikanischen Kritikerportal Rotten Tomatoes fallen alle 15 Bewertungen für den Film positiv aus.

„Ein erschütternder Film, der in der Stilisierung und Idealisierung einer ‚heilen‘ Kinderwelt schonungslos die Grausamkeit und Gedankenlosigkeit des alltäglichen Lebens aufzeigt. Zugleich beklagt er eindringlich den Verlust der Unschuld durch den Krieg und denunziert vehement pseudoreligiöses Verhalten.“

## Auszeichnungen
Der Film wurde 1952 mit dem Goldenen Löwen der Internationalen Filmfestspiele von Venedig sowie dem New York Film Critics Circle Award als bester fremdsprachiger Film ausgezeichnet. Bei der Oscarverleihung 1953 folgte ein Ehrenpreis als bester fremdsprachiger Film, im Jahr darauf sollte eine weitere Oscar-Nominierung für Drehbuchautor François Boyer folgen. Bei den British Film Academy Awards wurde Verbotene Spiele 1954 als bester Film ausgezeichnet, während im selben Jahr eine dänische Bodil in der Kategorie „Bester europäischer Film“ folgte. In Japan wurde Cléments Werk 1954 der Kinema-Jumpō-Preis und Blue Ribbon Award jeweils als bester ausländischer Film zuteil.